# Alexei Alexandrowitsch Gubarew
Alexei Alexandrowitsch Gubarew (russisch Алексей Александрович Губарев; * 29. März 1931 in Gwardejzy, Oblast Kuibyschew, Russische SFSR; † 21. Februar 2015 in Moskau) war ein sowjetischer Kosmonaut.
Gubarew verließ 1950 die Schule und trat in die Rote Armee ein. Nachdem er 1952 seine Pilotenausbildung absolviert hatte, flog er Einsätze im Koreakrieg. 1961 schloss er erfolgreich die Luftwaffenakademie Monino ab und war dann Führer einer Staffel am Schwarzen Meer.

## Raumfahrertätigkeit

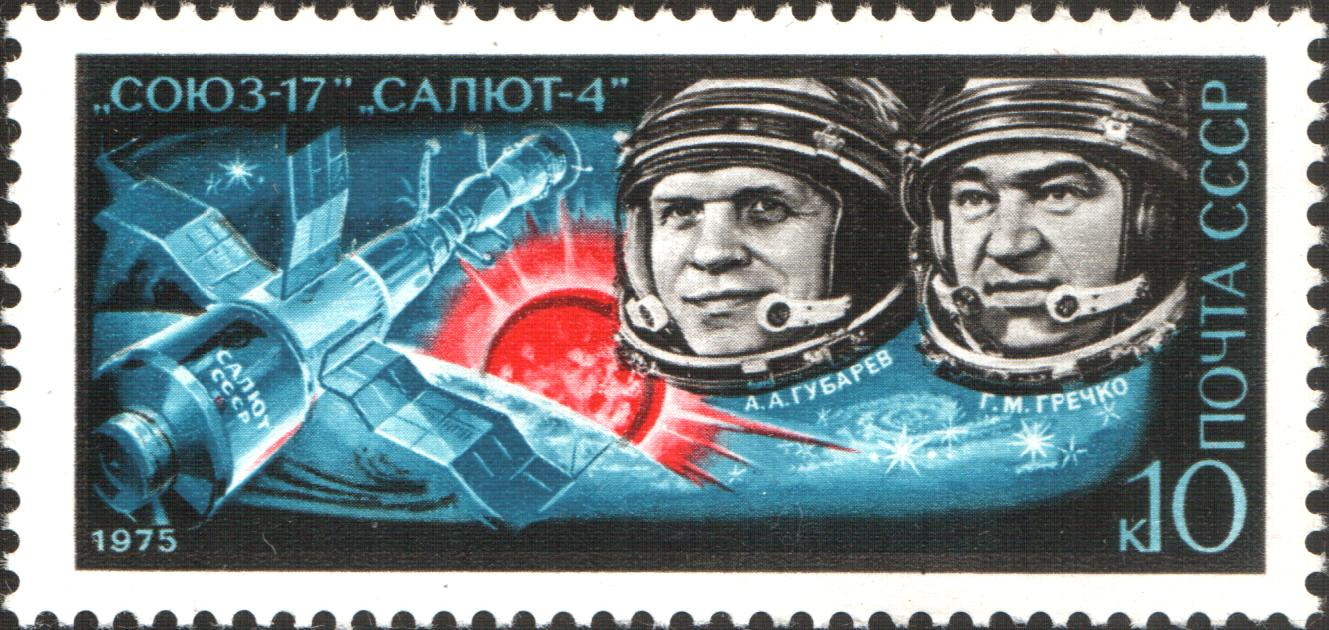
Alexei Gubarew (li.) und Georgi Gretschko auf einer Briefmarke, 1975

### Ausbildung und erste Zuweisungen
Im Februar 1962 bewarb sich Gubarew als Kosmonaut und unterzog sich den notwendigen Untersuchungen, im Januar 1963 wurde seine Bewerbung angenommen. Er bildete mit 14 anderen Militärpiloten die zweite militärische Kosmonauten-Gruppe.
Gubarew durchlief die Grundausbildung vom Januar 1963 bis zum 23. Januar 1965. Zwischen September 1966 und Januar 1968 wurde Gubarew für das geplante militärische Raumschiff Sojus VI ausgebildet. Ihm wurde als Bordingenieur Boris Beloussow zugeteilt. Das Projekt wurde später gestrichen.
Von 1969 bis Februar 1971 wurde Gubarew im „Kontakt-Programm“ als Sojus-Kommandant ausgebildet. Als Bordingenieur wurde ihm Wladimir Fartuschni zugeteilt.

### Ausbildung zum Raumstations-Kommandant
Ab Februar 1971 wurde Gubarew als Kommandant der Raumstation Saljut 1 ausgebildet. Zusammen mit Witali Sewastjanow und Anatoli Woronow hätte er die dritte Mannschaft bilden sollen. Nach dem Tod der Besatzung von Sojus 11 im Juni 1971 wurden jedoch weitere Flüge ausgesetzt.
Danach wurde Gubarew als Kommandant der nächsten Saljut-Raumstation ausgebildet. Da die Besatzung der Sojus-Raumschiffe von drei auf zwei Kosmonauten reduziert wurde, wurden die bisherigen Mannschaften aufgelöst, und Gubarew bekam als Bordingenieur Georgi Gretschko zugeteilt. Gubarew und Gretschko waren als dritte Besatzung vorgesehen, kamen jedoch nicht zum Einsatz, weil die Raumstation im Juli 1972 beim Start explodierte.
Eine weitere Saljut-Raumstation wurde zwar im Mai 1973 gestartet, konnte aber aufgrund von technischen Problemen nicht bemannt werden.
Der nächste bemannte Flug des Sojus-Raumschiffs erfolgte dann im September 1973, ohne eine Raumstation als Ziel zu haben. Gubarew und Gretschko bildeten dabei die Ersatzmannschaft für Sojus 12.

### Erster Raumflug zu Saljut 4
Ab Dezember 1973 wurden Gubarew und Gretschko für die Raumstation Saljut 4 ausgebildet. Der Start des Raumschiffs Sojus 17 mit Gubarew und Gretschko an Bord erfolgte am 10. Januar 1975. Als Rufzeichen hatte Gubarew „Zenit“ gewählt. Vier Wochen lang lebten und arbeiteten Gretschko und Gubarew an Bord der Raumstation. Mit einer Flugdauer von 29 Tagen wurde ein neuer sowjetischer Langzeitrekord aufgestellt. Die US-Amerikaner hatten dagegen mit Skylab 4 fast drei Monate in einer Raumstation verbracht.

### Zweiter Raumflug zu Saljut 6
Ab Dezember 1976 bereitete sich Gubarew auf das Interkosmos-Programm vor, bei dem die Sowjetunion Piloten aus anderen Nationen einen Raumflug ermöglichte.
Gubarew erhielt Vladimír Remek aus der Tschechoslowakei zugeteilt. Ihr Flug Sojus 28 im März 1978 war der erste, der einen Raumfahrer an Bord hatte, der weder aus der Sowjetunion noch aus den USA stammte. Gubarew und Remek koppelten an die Raumstation Saljut 6 an und verbrachten dort eine Woche als Besuchsmannschaft für die Stammbesatzung Juri Romanenko und Georgi Gretschko.

## Weitere Tätigkeiten
Zwischenzeitlich Generalmajor der sowjetischen Seekriegsflotte, schied Alexei Gubarew am 1. September 1981 aus dem Kosmonautenkorps aus. Danach war er Generaldirektor einer Transportgesellschaft.
Gubarew schrieb zwei Bücher und 16 wissenschaftliche Artikel. Er erwarb den Doktortitel.

## Privates
Gubarew war verheiratet und hatte zwei Kinder. Er starb am 21. Februar 2015.

## Ehrungen (Auswahl)
- Zweifacher Leninorden (12. Februar 1975 und 16. März 1978)
- Zweifacher Held der Sowjetunion (12. Februar 1975 und 16. März 1978)
- Fliegerkosmonaut der Sowjetunion
- Träger der Ziolkowski-Medaille (1978)
- Held der Tschechoslowakischen Republik
- Ehrenbürger der sowjetischen Städte Kaluga, Arkalyk und Tselinograd sowie von Prag
- Namensgeber des Asteroids 2544 Gubarev

## Werke
- Притяжение невесомости (Die Anziehungskraft der Schwerelosigkeit), Verlag Sowremenik, 1982
- Орбита жизни (Orbit des Lebens), Verlag Junge Garde, 1990